# اشتفان ایلزانکر
اشتفان ایلزانکر (انگلیسی: Stefan Ilsanker؛ زادهٔ ۱۸ مهٔ ۱۹۸۹) ورزشکار اهل اتریش است.
از باشگاه‌هایی که در آن بازی کرده‌است می‌توان به باشگاه فوتبال ردبول زالتسبورگ، باشگاه فوتبال ردبول زالتسبورگ، باشگاه فوتبال لایپزیگ و تیم ملی فوتبال اتریش اشاره کرد.
وی همچنین در تیم‌های ملی فوتبال اتریش بازی کرده‌است.

## عملکرد باشگاهی
ایلانسکر کار خود را در تیم جوانان آغاز کرد. در هالاینر به عنوان دروازه‌بان بود اما خیلی زود وارد خط میانی شد. در سال ۲۰۰۵، او با ردبول سالزبورگ به توافق رسید، جایی که در تیم ردبول جونیورز بازی کرد. در ۴ آوریل ۲۰۰۹، ایلانسکر به عنوان نیمکت تیم اول برای یک بازی در لیگ فراخوانده شد. اولین بازی او برای ردبول سالزبورگ در یک بازی جام حذفی در ۱۵ اوت ۲۰۰۹ بود. در ۲۵ اوت ۲۰۰۹، او اولین بازی بین‌المللی خود را برای ردبول سالزبورگ در مرحله مقدماتی لیگ قهرمانان اروپا در مقابل ماکبی حیفا انجام داد.
در پایان فصل ۲۰۰۹–۱۰ ایلانسکر با مترسبرگ قرارداد امضا کرد. در سال ۲۰۱۲، او به ردبول سالزبورگ بازگشت. در این میان، او به‌طور مرتب در تیم آغازین این باشگاه حضور داشت. در تاریخ ۲۶ فوریه، این باشگاه اعلام کرد که قرارداد وی تا سال ۲۰۱۸ تمدید شده‌است.
استفان ایلانسکر در تاریخ ۱۹ دسامبر ۲۰۱۸ مقابل بایرن مونیخ به میدان رفت.
در ۳۱ ژانویه سال ۲۰۲۰، ایلانسکر در قراردادی دائمی تا سال ۲۰۲۲ به اینتراخت فرانکفورت پیوست. در ۳ ژوئن سال ۲۰۲۰، ایلسانکر مقابل وردبرمن از نیمکت نشینی خارج شد و در ۱۰ دقیقه پایانی مسابقه دو گل به ثمر رساند تا پیروزی ۳–۰ حاصل شود.

## عملکرد بین‌المللی
ایلانسکر از نخستین بازی خود در سال ۲۰۱۴ بیش از ۴۰ بازی برای اتریش کسب کرده‌است. ایلسانکر نماینده کشور خود در یورو ۲۰۱۶ بود، جایی که اتریش در رده آخر گروه اف به پایان رسید. ایلزاکنز در این مسابقات در دو مسابقه برای اتریش بازی کرد، تساوی ۰–۰ آنها با قهرمان نهایی پرتغال و باخت ۱–۲ برابر ایسلند.

## زندگی شخصی
استفان ایلانسکر فرزند هربرت ایلانسکر مربی دروازه‌بان سابق تیم ردبول سالزبورگ است.

## افتخارات

### ردبول سالزبورگ
- بوندس لیگای اتریش:۱۴–۲۰۱۳ ،۱۵–۲۰۱۴
- جام حذفی فوتبال اتریش:۱۴–۲۰۱۳